# Аллигатор (подводная лодка, Россия)
«Аллига́тор» — подводная лодка типа «Кайман», входила в состав Российского Императорского флота.

## История
«Аллигатор» был заложен на верфи завода «В. Крейтон и К°» на Охте в Санкт-Петербурге в октябре 1905 года. В 1907 году зачислена в списки флота, 3 (16) мая 1908 года спущена на воду. С сентября 1908 года проходила испытания с достройкой, в ноябре 1909 года официально принята в казну, но до августа 1911 года дорабатывалась, испытывалась и доделывалась. 19 сентября 1911 года введена в строй.
Фактически начала службу с 1912 года. Начало Первой мировой войны встретила в Ревеле (Таллине) в составе 2-го дивизиона подводных лодок. За годы войны совершила 12 боевых походов, провела в море 33 суток, в том числе 21 сутки — на боевых позициях, совершила 4 торпедные атаки с выпуском 10 торпед.
24 октября 1915 года подводная лодка «Аллигатор» (командир — капитан 2 ранга Р. К. Вальронд 1-й) захватила германский пароход «Герда Бихт» и привела его в базу.